# بخش مرکزی شهرستان سقز
بخش مرکزی شهرستان سقز یکی از بخش‌های شهرستان سقز در استان کردستان در غرب ایران است.

## تقسیمات کشوری
- بخش مرکزی شهرستان سقز
  - دهستان ترجان
  - دهستان تموغه
  - دهستان سرا
  - دهستان میرده

شهر: سقز

## جمعیت
بنابر سرشماری مرکز آمار ایران، جمعیت بخش مرکزی شهرستان سقز در سال ۱۳۸۵ برابر با ۱۶۶٬۲۶۵ نفر بوده‌است.